# SMK Group
SMK Group — українське об'єднання підприємств, що працюють у галузі м'ясопереробки, тваринництва та торгівлі. Складається з чотирьох м'ясопереробних підприємств: «Салтівський м'ясокомбінат», «Богодухівський м'ясокомбінат», «Бердянський м'ясокомбінат», «Київський м'ясокомбінат», агрофірма «Світанок», мережа фірмових магазинів та онлайн-супермаркет «Cooker».
Входить до великих виробників ковбасної та м'ясної продукції в Україні.

## Історія

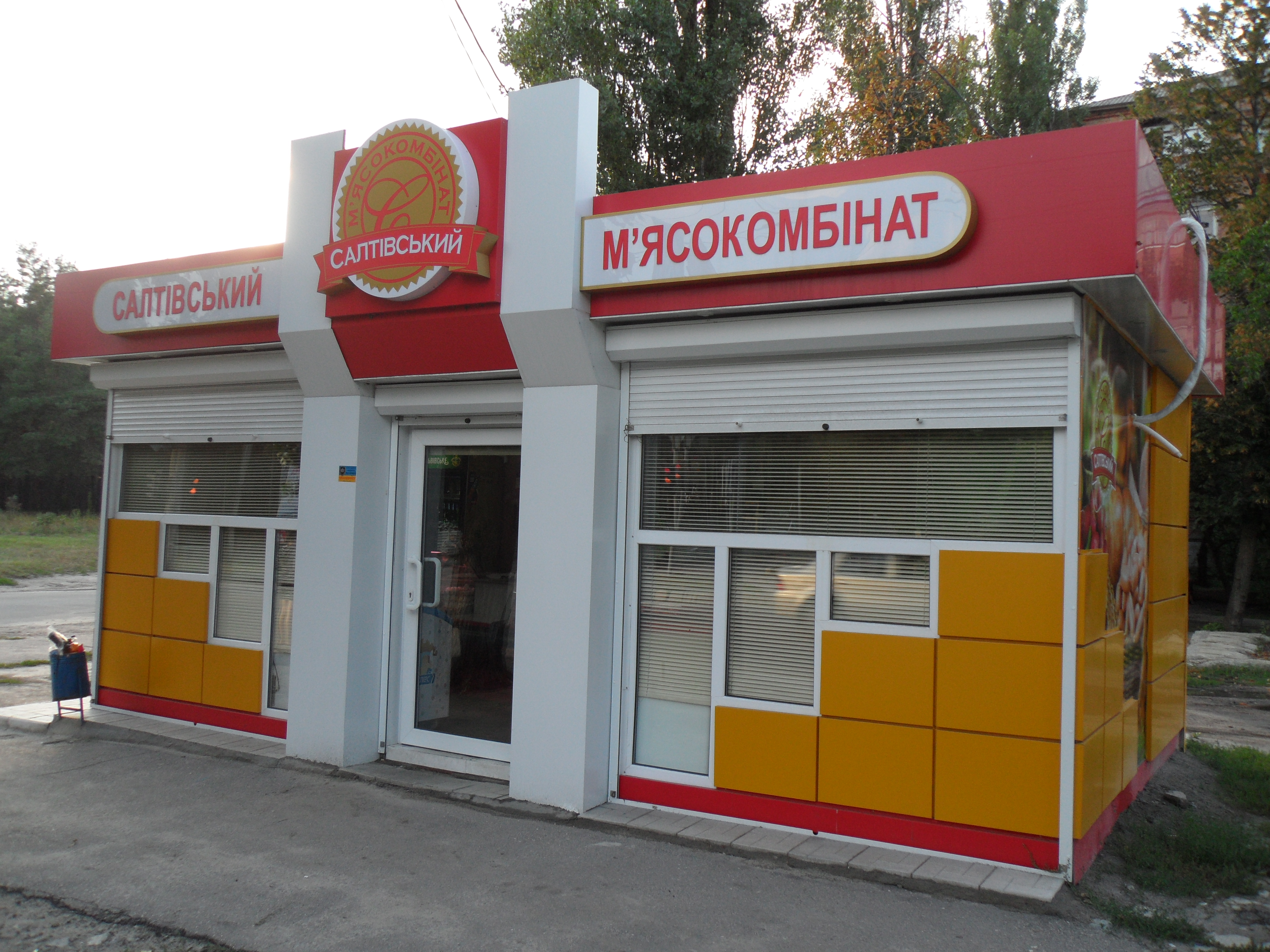
Один з перших фірмових магазинів у Харкові

Салтівський м'ясокомбінат засновано 2000 року у Харкові. 2002 року у смт Нова Водолага Харківської області на базі фермерського господарства «Світанок» створено свинокомплекс. Основні види діяльності — рослинництво, виробництво кормів, тваринництво. 2006 року був приєднаний Богодухівський м'ясокомбінат, на якому було проведено реконструкцію і модернізацію.
2007 року утворено групу компаній «SMK Group», до групи увійшов Бердянський м'ясокомбінат. 2019 року «SMK Group» купує Київський м'ясокомбінат в Білій Церкві Київської області. Підприємство виробляє охолоджене м'ясо і м'ясні напівфабрикати.
Для реалізації продукції компанія створила у 20 регіонах мережу роздрібних торгових точок під брендом «Салтівський м'ясокомбінат». Станом на 2020 рік, мережа нараховує 650 магазинів у Києві, Харкові, Дніпрі, Кривому Розі, Запоріжжі, Полтаві, Кам'янському, Нікополі, Миргороді, Чернігові та Бердянську.
2020 року «SMK Group» запускає онлайн-супермаркет «Cooker» у Києві з власною службою доставки.

## Склад
- «Салтівський м'ясокомбінат»,
- «Богодухівський м'ясокомбінат»,
- «Бердянський м'ясокомбінат»,
- «Київський м'ясокомбінат» (Біла Церква),
- агрофірма «Світанок»,
- мережа магазинів та онлайн-супермаркет «Cooker».

### Богодухівський м'ясокомбінат

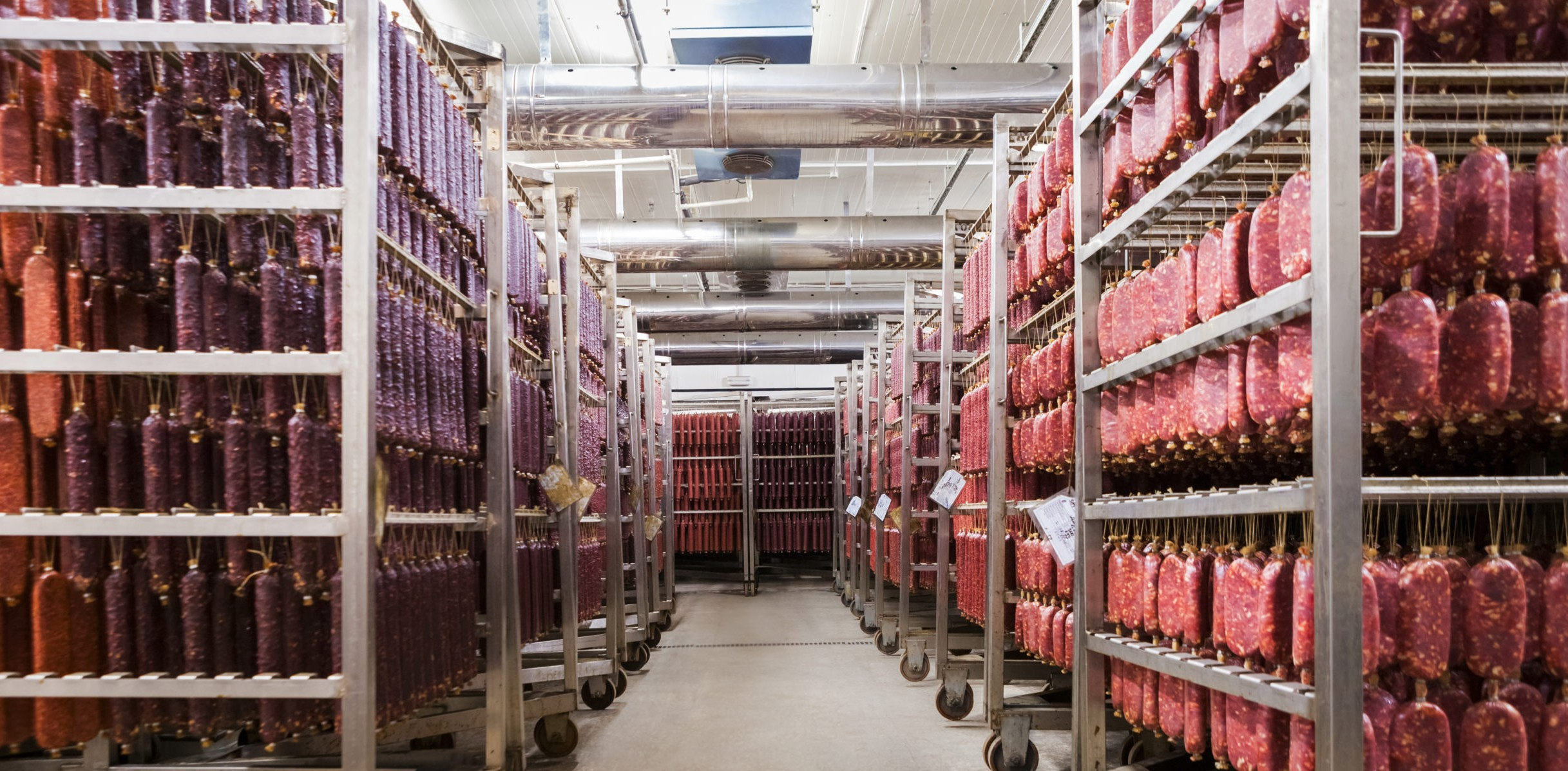
Цех Богодухівського м'ясокомбінату

Заснований 1930-ті роки у Богодухові на Харківщині як птахокомбінат. Після Другої світової війни комбінат було реконструйовано, добудовано забійний цех із забою свиней і великої рогатої худоби, а також реконструйовано холодильник для зберігання м'яса. У 1950 роки був побудовано цех із виробництва ковбасних виробів. У 1970-75 роках побудовано цех із виробництва сухих кормів. Комбінат входив до складу Харківського виробничого об'єднання м'ясної промисловості і був одним з найбільших підприємств міста.
У травні 1995 року Кабінет міністрів України затвердив рішення про приватизацію комбінату.
2006 року Богодухівський м'ясокомбінат увійшов у «SMK Group». На м'ясокомбінаті модернізовано технологічне обладнання, 2008 року введено цех із виробництва сирокопченої і сиров'яленої ковбаси, у 2010 — цех із виробництва варено-копчених і сирокопчених делікатесів. 2012 року побудовано ковбасний, 2018 року завершено реконструкцію виробничих цехів. Комбінат випускає продукцію торгових марок «Богодухівський м'ясокомбінат» та «Смакуй українське». Генеральний директор Кравецький Олег Миколайович.

### Бердянський м'ясокомбінат
Бердянський м'ясокомбінат створено 1967 року у Бердянську Запорізької області. Основним напрямком діяльності комбінату була заготовка м'яса. Згодом було побудовано ковбасний цех.
2007 року підприємство увійшло у «SMK Group». 2010 року проведено реконструкцію цехів, побудовано цех із виробництва сирокопчених і сиров'ялених ковбас. Комбінат виробляє рибні консерви ТМ «Бердянська рибка», здійснює забій і обвалку худоби, а також переробку жиру і кісток для отримання кісткового борошна і очищеного жиру.

### Салтівський м'ясокомбінат
Салтівський м'ясокомбінат засновано 2000 року у Харкові як невеликий ковбасний цех у мікрорайоні Салтівка. 2006 року м'ясокомбінат входить у десятку, а 2007 — до п'ятірки найбільших виробників виробів ковбас і виробів з м'яса. 2007 року комбінат увійшов до складу «SMK Group». Виробляє ковбаси варені, напівкопчені, сирокопчені, сиров'ялені, сосиски, сардельки та м'ясні делікатеси під торговельними марками М'ясокомбінат виготовляє продукцію під торговими марками: «Салтівський м'ясокомбінат», «Харківські делікатеси» та «Наталка». Директор Бондаренко Михайло Олександрович.

### Київський м'ясокомбінат
ТОВ «Київський м'ясокомбінат» у Білій Церкві на Київщині заснований 1936 року. У 1950-х роках підприємство увійшло до Білоцерківської райспоживспілки. Починається розвиток виробничих площ, збудовано м'ясо-жировий цех, а згодом ковбасний цех. Асортимент комбінату складають яловичина, свинина, ковбасні вироби і копченості, м'ясні напівфабрикати та кулінарія.
1990 року Білоцерківський птахокомбінат був реорганізований у орендне підприємство «Поліс», 1996 року — ЗАТ «Поліс», 1997 року — ТОВ «Поліс». 1999 року на підприємстві введено в експлуатацію новий ковбасний цех. Комбінат здійснює заготівлю худоби та її забій, виготовлення м'ясної продукції, має власну торгову мережу фірмових магазинів у Білій Церкві та Києві, і є одним із провідних м'ясопереробних підприємств Білоцерківщини.
2019 року підприємство реорганізовано у ТОВ «Київський м'ясокомбінат» і входить до складу «SMK Group». На комбінаті модернізовано виробництво і значно розширено виробничі потужності. Підприємство виробляє охолоджене м'ясо і м'ясні напівфабрикати під торговими марками «Київський м'ясокомбінат» і «Cooker».

### Агрофірма «Світанок»

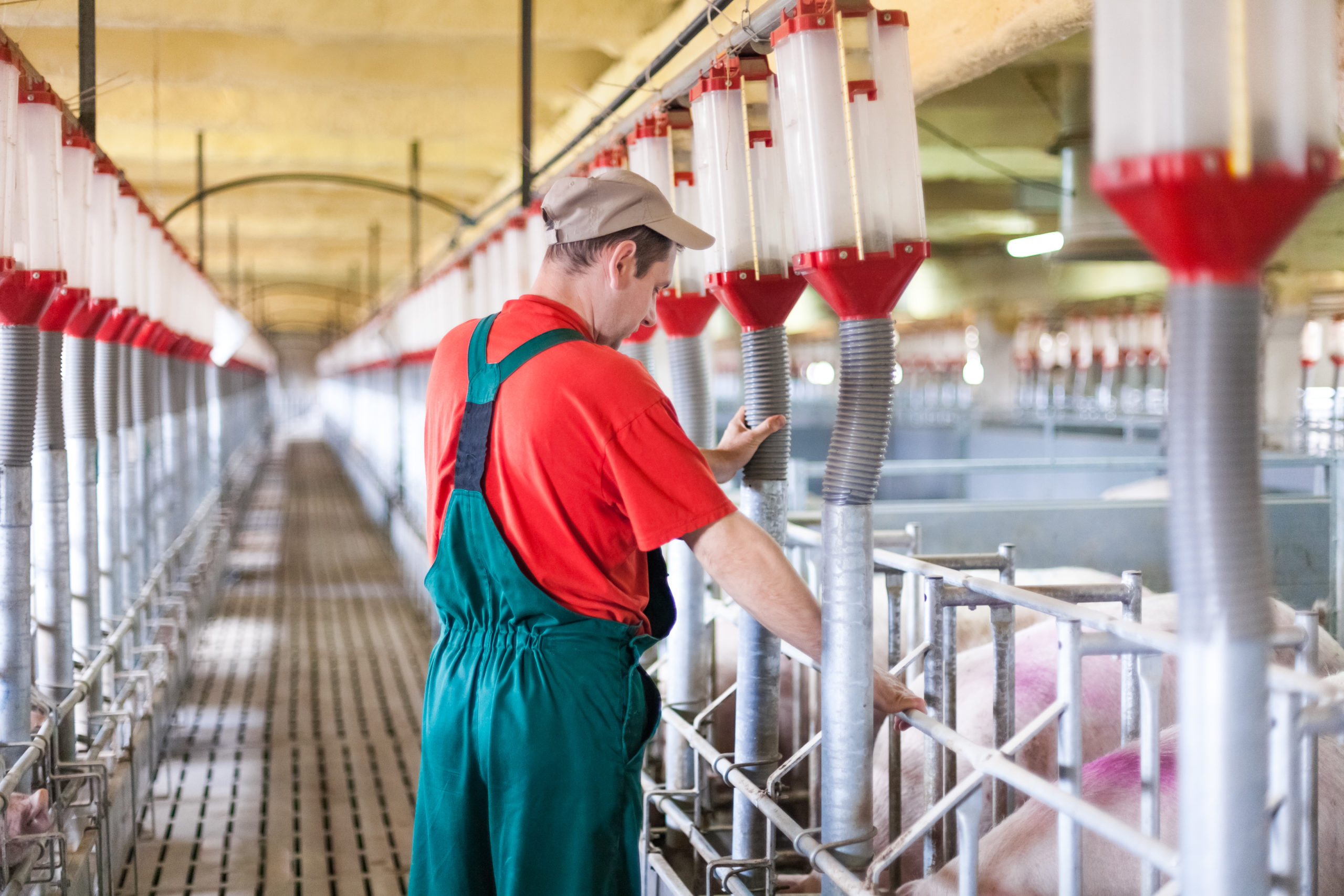
Агрофірма «Світанок»

Фермерське господарство агрофірма «Світанок» у смт Нова Водолага Харківської області займається розведенням свиней порід «Йоркшир» і «Ландрас», виробництвом м'яса та м'ясної продукції, а також виробництвом кормів та рослинництвом, зокрема вирощуванням фундука та волоського горіха. Господарство має статус племзаводу з розведення абердин-ангуської породи великої рогатої худоби.
2012 року почалося будівництво корпусів, підприємство збільшує поголів'я свиноматок і кнурів, загальна проєктна потужність 7 тис. голів на рік. 2015—2020 — введено в експлуатацію забійний та переробний цехи.

### Онлайн-магазин «Cooker»
2020 року в Києві створено онлайн-магазин «Cooker», його асортимент включає понад 1500 позицій, серед яких понад 200 — м'ясні продукти власного виробництва. Було придбано кур'єрську службу стартапу «Delfast» з електробайків.

## Продукція
Комбінати «SMK Group» виробляють сирокопчені, варено-копчені, напівкопчені та варені ковбаси, сосиски та сардельки, паштети та м'ясні делікатеси (балик, бастурма, бекон, буженина, шинка, карбонад, окіст) під торговими марками «Салтівський м'ясокомбінат», «Богодухівський м'ясокомбінат», «Бердянський м'ясокомбінат», «Наталка», «Смакуй українське», «М'ясна династія», «Ristorante Bruno» та «Cooker».
Відповідно до рейтингу топ-10 переробників м'яса України за 2015 рік за версією Latifundist, «SMK Group» посідає шосте місце, а частка його продукції на ринку України складає 3,9 %.

## Керівництво
- Власник — Парамонов Денис Юсупович